# Robert Gadocha
Robert Gadocha, poljski nogometaš, * 10. januar 1946, Krakov, Poljska.
Sodeloval je na nogometnemu delu poletnih olimpijskih iger leta 1972 in osvojil naslov olimpijskega prvaka.